# Thomas Stamford Raffles
Thomas Stamford Raffles (Puerto Morant, Jamaica, imperio británico; 5 de julio de 1781-Mill Hill, Londres; 5 de julio de 1826) fue un estadista británico célebre por haber fundado Singapur. Ejerció de Vicegobernador de la Java Británica (1811-1815) y gobernador general de Bencoolen (1817-1822).
A Raffles se le atribuye el mérito de haber creado el Imperio británico en Extremo Oriente. Fundó el puerto de Singapur en 1819 con el fin de asegurar el acceso británico a los mares de China; en 1824, el Imperio neerlandés renunció a sus reclamaciones sobre Singapur.
El estadista descubrió la flor Rafflesia arnoldii junto a Joseph Arnold.

## Biografía
Thomas Stamford Raffles nació frente a las costas de Jamaica, a bordo del barco mercante capitaneado por su padre, quien al morir dejó a su familia en la pobreza, lo que obligó a Raffles a abandonar la escuela debiendo instruirse de forma autodidacta.

## Trayectoria profesional
A los 14 años de edad, Raffles se unió a la Compañía Británica de las Indias Orientales. Tras ser nombrado secretario del gobernador de Pinang (actual Malasia), a los 23 años de edad, emprendió un estudio de los pueblos malayos y el conocimiento adquirido le permitió desempeñar un papel fundamental en 1811, cuando el Reino Unido derrotóa las fuerzas franconeerlandesas tras la invasión de Java. Después fue nombrado vicegobernador e introdujo varias reformas encaminadas a transformar el sistema colonial neerlandés.
Posteriormente regresó a la compañía, que consideraba demasiado costosas sus reformas, y aunque más tarde reanudó sus funciones en el Sudeste asiático, su autoridad se vio entonces limitada. Entretanto fue ordenado caballero en 1816.

### Fundación de la Singapur moderna
Raffles aumentó la influencia británica en el Sudeste asiático, estableciendo y fundando la colonia de Singapur en 1819, contando para ello con el permiso del Sultanato de Johor. Decidió crear un puerto comercial, necesario en virtud del intercambio de mercancías entre China y el Reino Unido. Entonces, regresó a Bengkulu, donde permaneció tres años, regresando a Singapur en 1822 para organizar la administración colonial en la isla. Su gobierno estableció la libre entrada en el puerto y en igualdad de condiciones a los barcos de cualquier nacionalidad. En 1823, él estableció el primer colegio secundario en Singapur. Se llamaba Singapore Institution hasta después de su muerte, cuando el nombre fue cambiado a Raffles Institution, en su honor. A cambio, mediante el Tratado de 1824, el Imperio neerlandés renunció a reivindicar sus derechos sobre la posesión de Singapur.

### Regreso a Inglaterra y fallecimiento
La salud de Raffles se deterioro, debiendo regresar a Inglaterra en agosto de 1824. Su colección de antigüedades e historia natural le convirtió en un personaje popular en el mundo de la alta sociedad y de la ciencia de su país. Participó en la fundación de la institución que creó el Zoológico de Londres.
Raffles falleció de un ataque cerebrovascular el día de su cumpleaños número 45, el 5 de julio de 1826.

## Legado

### Abreviaturas para trabajos científicos
La abreviatura Raffles en botánica se emplea para indicar a Thomas Stamford Raffles como autoridad en la descripción y clasificación científica de los vegetales.
La abreviatura Raffles en zoología se emplea para indicar a Thomas Stamford Raffles como autoridad en la descripción y taxonomía en zoología.

### Epónimos
En Singapur y en otras partes del mundo, su nombre pervive en numerosas entidades, incluyendo a:
Biología
- Raffles Museum of Biodiversity Research

género de flores parásitas
- Rafflesia R.Br. ex Gray 1820

especies
- Carex rafflesiana Boott 1845
- Chavica rafflesii Miq.[7]
- Languas rafflesiana (Wall.) Burkill 1935
- Megalaima rafflesi
- Dinopium rafflesii
- Dischidia rafflesiana Wall. 1830
- Chaetodon rafflesi
- Nepenthes rafflesiana Jack 1835
- Piper rafflesii C.DC.[8]

## Homenajes
En Singapur, el Raffles Hotel y la Raffles City lo homenajean.